# Lepidoniscus minutus
Lepidoniscus minutus is een pissebed uit de familie Philosciidae. De wetenschappelijke naam van de soort is voor het eerst geldig gepubliceerd in 1838 door Koch.